# Jaje s Instagrama
Jaje s Instagrama, poznato kao Instagram jaje (eng. Instagram egg) je slika jajeta koju je postavio račun @world_record_egg na platformi društvenog medija Instagram, poznata je po tome što je postala globalni fenomen i internet meme u roku od nekoliko dana od svog nastanka. Slika je donedavno držala svjetski rekord za najpopularniju Instagram objavu prestigavši rekord Kylie Jenner. Međutim prestigla ju je fotografija Lea Messija s trofejem Svjetskog prvenstva u Kataru..        

## Povijest
Dana 4. siječnja 2019. stvoren je račun @world_record_egg i objavljen je prikaz ptičjeg jajeta s natpisom: "Hajde da zajedno postavimo svjetski rekord i dobijemo najpopularniju objavu na Instagramu. Pobjeđivanje trenutnog svjetskog rekorda Kylie Jenner (18 milijuna)! Dobili smo ovo."  Prethodni rekord Kylie Jenner je prva fotografija njezine kćeri Stormi, osvojila je ukupno 18,4 milijuna lajkova (oznaka "sviđa mi se"). Jenner je razbila jaje kao odgovor na to da ju je pretekao.
Objava je brzo dosegla 18,4 milijuna lajkova (oznaka "sviđa mi se") u samo 10 dana, postajući najpopularnija Instagram objava svih vremena. Zatim se nastavio povećavati za više od 45 milijuna lajkova (oznaka "sviđa mi se") u narednih 48 sati, nadmašivši glazbeni spot "Despacito", najpopularniji videozapis na usluzi YouTube i uzimajući svjetski rekord za najomiljeniji post (na bilo kojoj medijskoj platformi) u povijesti.
Račun trenutno ima 8,7 milijuna pratitelja, ali njegovi vlasnici su nepoznati, tvrdeći da u svojoj priči ne upravljaju drugim računima. Washington Post je utvrdio da žive u Londonu.  Račun je potvrđen 14. siječnja 2019. godine. 
18. siječnja 2019. na računu je objavljena druga slika jajeta, gotovo identična prvoj, osim male pukotine na gornjem lijevom rubu. Od 24. siječnja 2019. godine objava je dobila 9 milijuna lajkova (oznaka "sviđa mi se"). Dana 22. siječnja 2019. na računu je objavljena treća slika jajeta, ovaj put s dvije male pukotine. Za manje od 25 minuta, objava je skupila milijun lajkova (oznaka "sviđa mi se").  Od 24. siječnja prikupilo je 5,63 milijuna lajkova (oznaka "sviđa mi se").

## Odgovor Kylie Jenner
Kao odgovor na razbijanje svjetskog rekorda za najpopularniju Instagram objavu, vlasnik računa je napisao: "Ovo je ludilo. Kakvo je vrijeme za biti živ." Nekoliko sati kasnije, Kylie Jenner objavila je videozapis na Instagramu u kojem je razbila jaje i izlila žumance na tlo, s natpisom: "Sruši to malo jaje."